# Xysmalobium andongense
Xysmalobium andongense är en oleanderväxtart som beskrevs av William Philip Hiern. Xysmalobium andongense ingår i släktet Xysmalobium och familjen oleanderväxter. Inga underarter finns listade i Catalogue of Life.